# John Browning (pianista)
John Browning (Denver, 23 maggio 1933 – Sister Bay, 26 gennaio 2003) è stato un pianista statunitense noto per il suo stile intimista ed elegante e per le interpretazioni sofisticate di Bach e Scarlatti. Degna di nota anche la sua collaborazione con il compositore americano Samuel Barber..

## Biografia
Browning nacque in una famiglia di musicisti a Denver, in Colorado, nel 1933. Studiò pianoforte dall'età di 5 anni con sua madre e, all'età di 10 anni, fu accettato come allievo dalla pianista e docente Rosina Lhévinne. Nello stesso anno si esibì come solista con la Denver Symphony Orchestra.
Nel 1945 si trasferì con la sua famiglia a Los Angeles, in California, dove trascorse due anni all'Occidental College. Nel 1950 Browning iniziò a frequentare la Juilliard School di New York con Rosina Lhévinne. Vinse il Leventritt Competition nel 1955 e fece il suo debutto professionale in orchestra con la New York Philharmonic nel 1956. A questo punto la sua carriera passò sotto la gestione del ben noto talent scout e manager Herbert Barrett; in seguito firmò con la Columbia Artists Management Inc.
Nel 1962 diede la prima esecuzione del Concerto per pianoforte del Premio Pulitzer Samuel Barber, che era stato scritto per lui, in concomitanza con l'apertura del Lincoln Center. Successivamente realizzò una registrazione di questo lavoro per la Columbia con George Szell, direttore dell'Orchestra di Cleveland. La sua seconda registrazione del concerto, con Leonard Slatkin e la Saint Louis Symphony Orchestra nel 1991 per la RCA Victor, gli valse la vittoria di un Grammy Award come miglior solista strumentale con orchestra. Browning vinse un secondo Grammy nel 1993 con un disco di pagine per pianoforte di Barber su MusicMasters. In seguito continuò a selezionare meticolosamente e a eseguire le opere di compositori americani contemporanei.
Browning ebbe una carriera molto impegnativa, tenendo circa 100 concerti per stagione. Alleggerì la sua attività negli anni '70, spiegando più tardi che si sentiva logorato a causa del troppo lavoro. Negli anni '90 la sua carriera sembrò rifiorire e si protrasse fino all'aprile 2002, in occasione della sua esibizione tenuta alla National Gallery of Art di Washington.
Il suo ultimo concerto si svolse dinanzi a un pubblico invitato alla Corte Suprema degli Stati Uniti nel maggio 2002. Morì per insufficienza cardiaca alla soglia dei 70 anni, otto mesi dopo a Sister Bay, nel Wisconsin.

## Eredità
John Browning è ricordato per le sue interpretazioni penetranti ed intellettuali di Bach, Haydn, Mozart e Scarlatti, tra gli altri e per le sue numerose registrazioni delle opere di questi e di altri compositori. Browning ha registrato per RCA Victor, Columbia Records, Capitol Records, Delos e MusicMasters Records.